# Astragalus bisulcatus
Astragalus bisulcatus là một loài thực vật có hoa trong họ Đậu. Loài này được (Hook.) A.Gray miêu tả khoa học đầu tiên.

## Hình ảnh

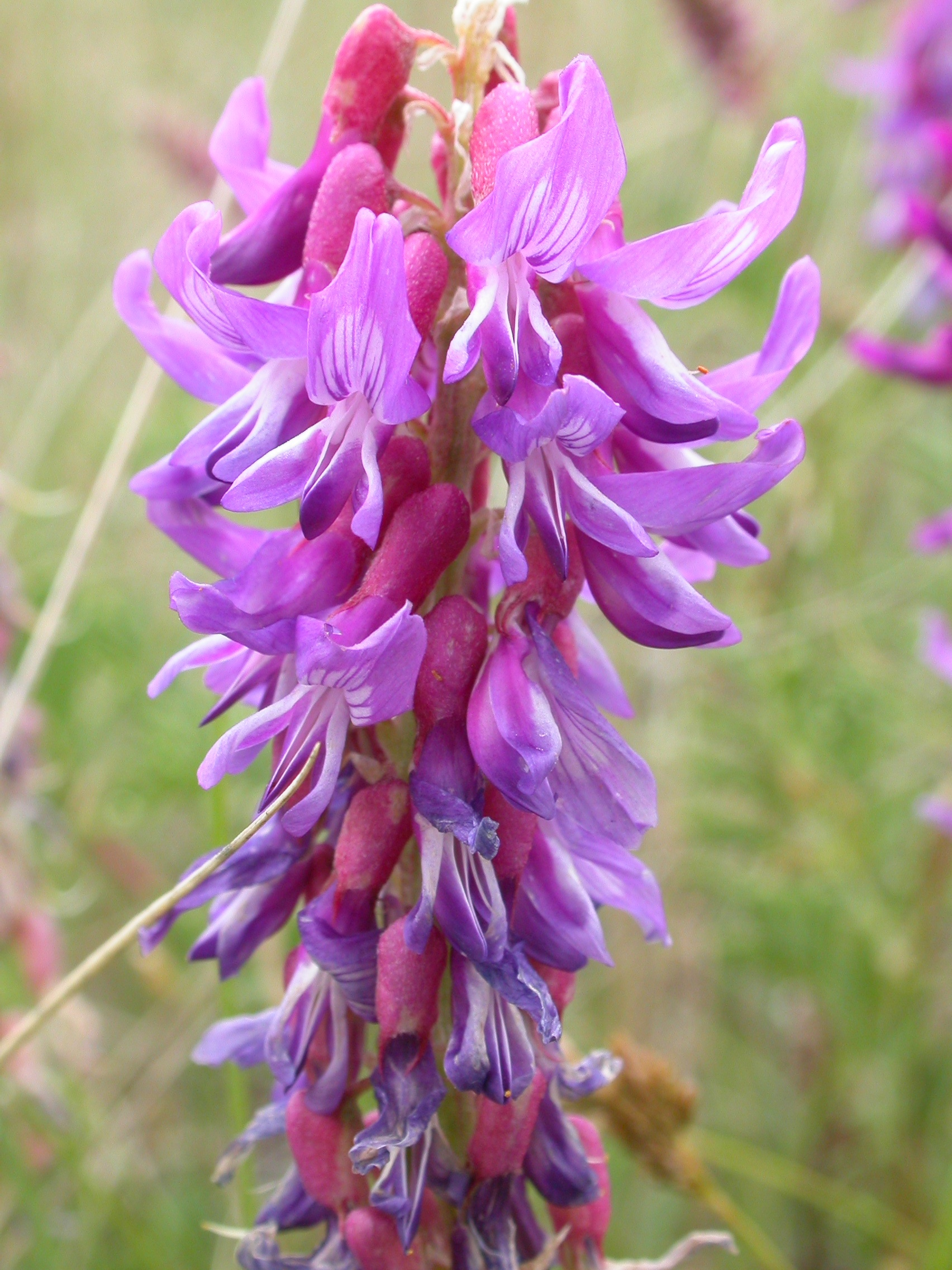
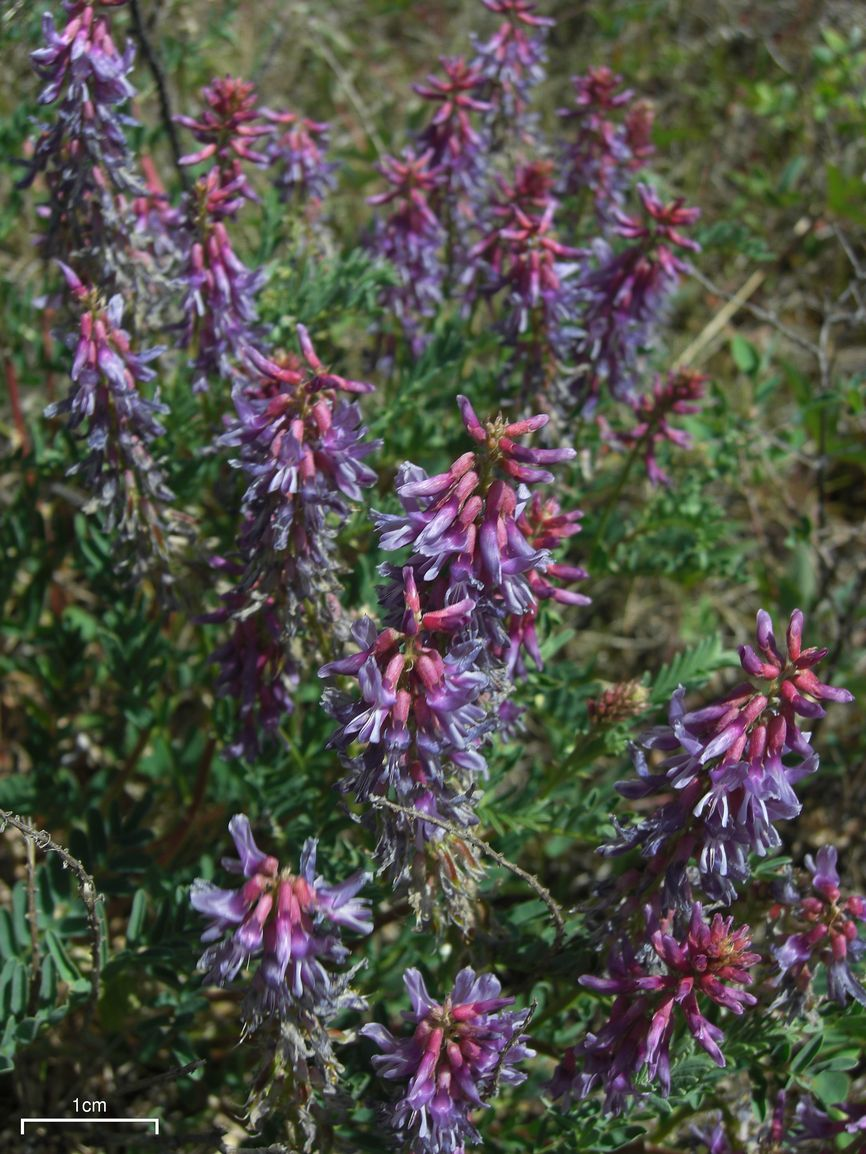
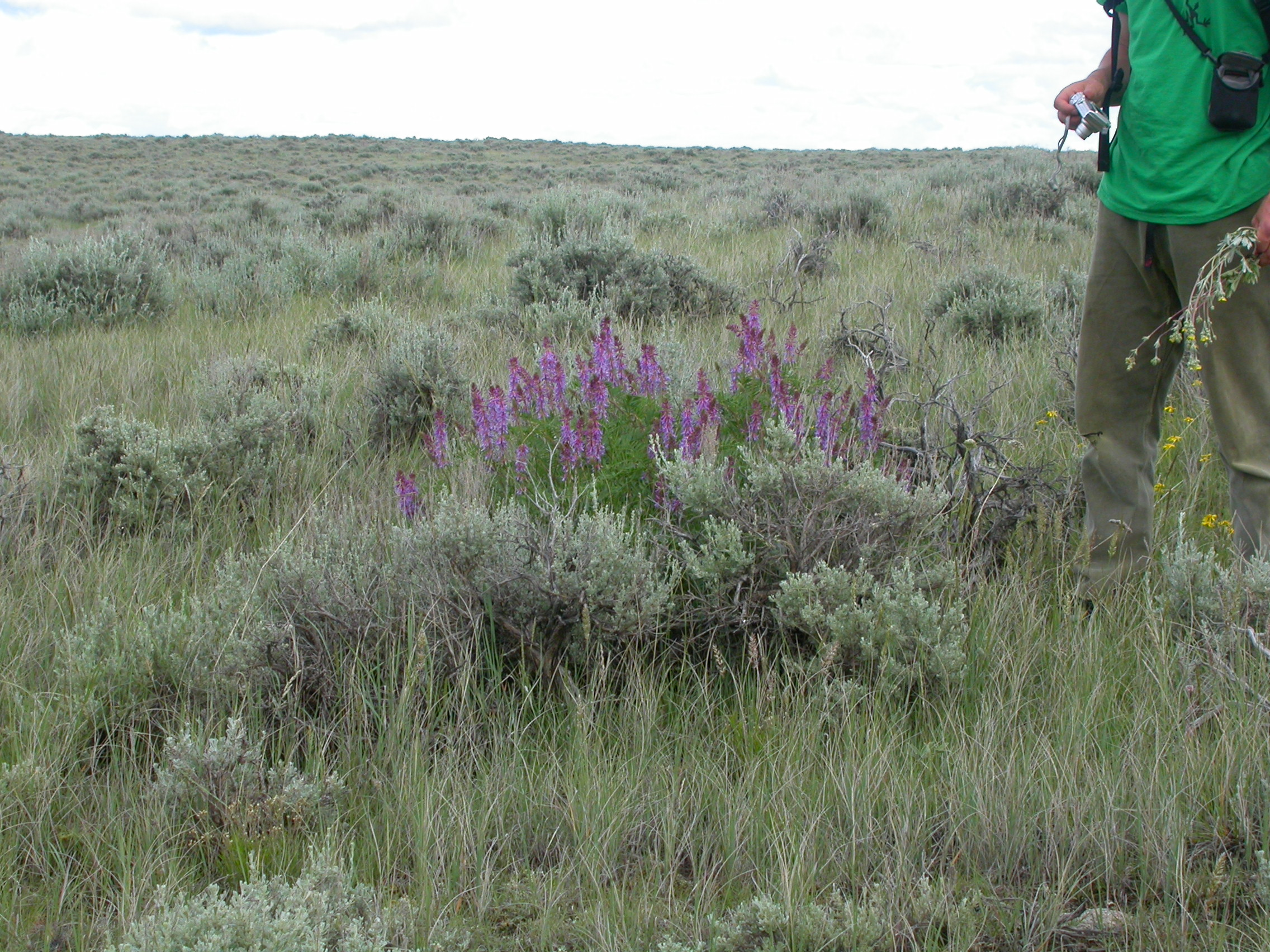
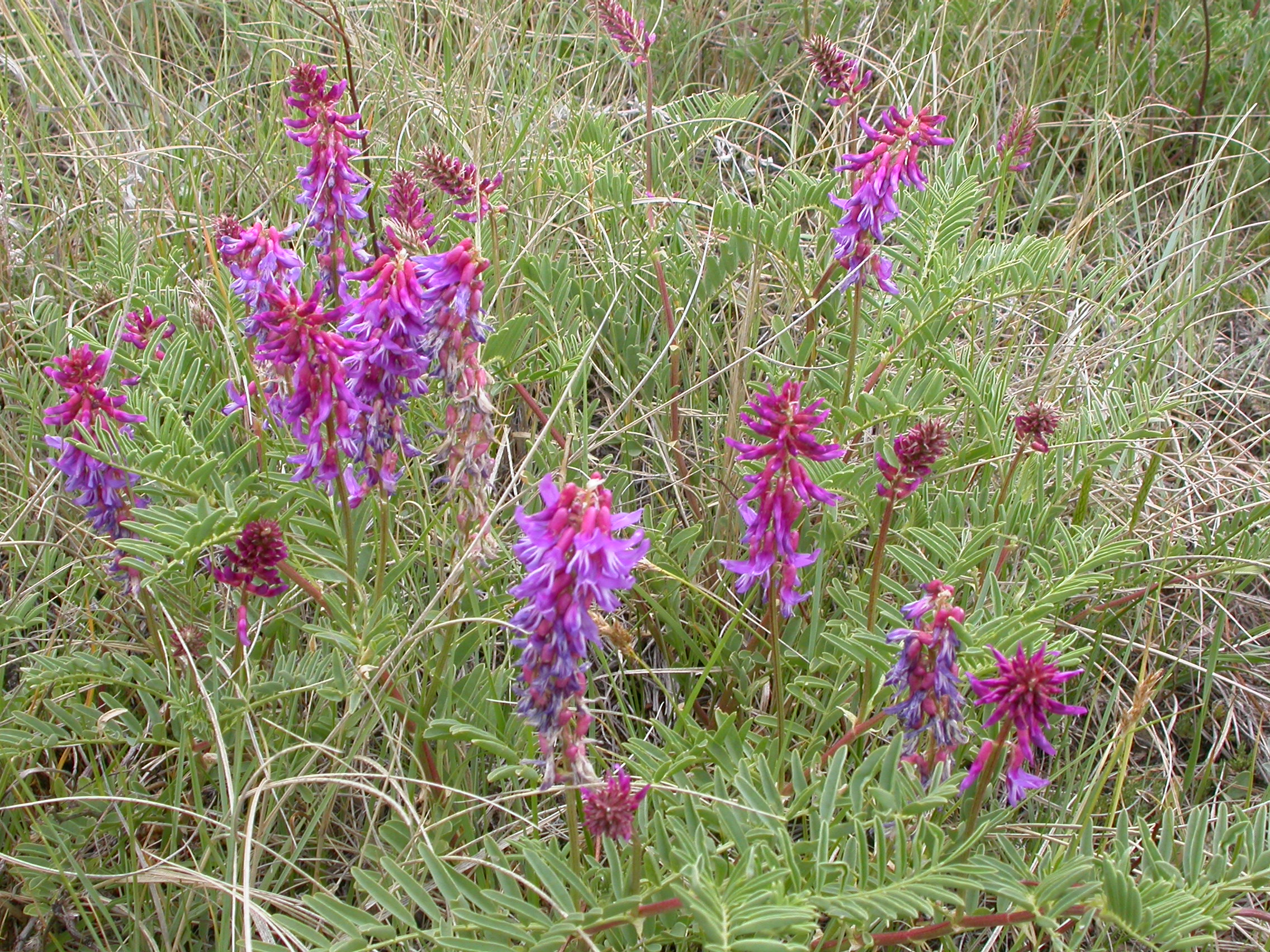